# Parafia Matki Boskiej Nieustającej Pomocy w Lublinie
Parafia Matki Boskiej Nieustającej Pomocy w Lublinie – mariawicka parafia diecezji lubelsko-podlaskiej, Kościoła Starokatolickiego Mariawitów w RP. Obecnie parafia liczy ok. 100 wyznawców.
Siedziba parafii oraz kościół Matki Boskiej Nieustającej Pomocy znajduje się na lubelskim Czechowie. Od 1906 parafia posiada cmentarz grzebalny na Bazylianówce, a także opiekuje się cmentarzem w Chmielu. Obecnie funkcję proboszcza sprawuje kapłan Przemysław Maria Sławomir Rosiak.

## Historia parafii
Lubelska parafia mariawicka sięga początkami r. 1898, kiedy to działalność w Lublinie rozpoczęli kapłani mariawici, którym przewodził ks. Ludwik Miłkowski z parafii rzymskokatolickiej św. Mikołaja na Czwartku. Po ekskomunice papieskiej i pozbawieniu ks. Miłkowskiego prawa do wykonywania obowiązków kapłańskich, lubelscy mariawici liczący ok. 400 osób, spotykali się przez kilka miesięcy w domach prywatnych, dopóki, po akceptacji władz rosyjskich nie wzniesiono zachowanego do dzisiaj kościoła. W Lublinie od samego początku zamieszkiwała liczna grupa sióstr mariawickich, które zajmowały się głównie wychowaniem biednych dzieci, w tym sierot i opieką tzw. kobietami upadłymi, stwarzając im warunki zmiany sposobu życia. Pracowały tam do końca 1906.
Formalnie parafia mariawicka rozpoczęła działalność 17 października 1906. W okresie do I wojny światowej mariawityzm w Lublinie rozwijał się bardzo żywotnie, ale potem na terenach zaboru rosyjskiego, zajętych przez armię austriacką Kościołowi mariawickiemu zakazano działania. Na Lubelszczyźnie, na rozkaz Naczelnej Komendy Austriackiej z 7 marca 1916 zamknięto nie tylko mariawickie kościoły i kaplice, ale także 4 szkoły elementarne, 5 ochronek dla dzieci, 1 przytułek i 2 kursy dla analfabetów. Pod wspomnianym rozkazem podpisał się Polak w służbie austriackiej,  wnuk Aleksandra Fredry, gen. Stanisław Szeptycki. Istnieją przesłanki, by przyjąć, że antymariawickie posunięcia władz okupacyjnych były uzgodnione z lubelską kurią rzymskokatolicką. 
W okresie XX-lecia międzywojennego na skutek prześladowań mariawityzmu i niekorzystnej polityki władz miejskich parafia podupadała. Po II wojnie światowej stan parafii ustabilizował się. W latach 70. XX wieku władze miejskie rozpoczęły budowę wielkiego osiedla-blokowiska, pozwoliło to pozyskać wspólnocie nowych wiernych, którzy chętnie korzystali z pomocy materialnej jaką parafia otrzymywała z zachodu. W latach 80. XX wieku w kościele parafialnym wybuchł pożar, w wyniku którego ogień strawił pamiątki, a przede wszystkim dokumentację ukazującą motywy i przebieg powstania tej wspólnoty. Od 1987 w sąsiedztwie parafii mariawickiej rozwija się parafia rzymskokatolicka pw. Dobrego Pasterza. W latach 90. budynki gospodarcze wokół parafii przekształcono w garaże dla samochodów mieszkańców osiedla, dobudowując kolejne prowizoryczne pomieszczenia. W ostatnim czasie wejście na teren kościoła po schodach od ul. Północnej zostało zamknięte, nieczynny jest również położony na skarpie ogród parafialny.

### Proboszczowie parafii
- 1906–1909 – kapł. Wacław Maria Szczepan Żebrowski
- 1909–1921 – kapł. Stanisław Maria Fidelis Szokalski
- 1921–1933 – kapł. Józef Maria Leon Miłkowski
- 1933–1935 – bp Stanisław Maria Andrzej Jałosiński
- 1935–1939 – kapł. Zenon Maria Jakub Łuszczewski
- 1939–1944 – kapł. Bogdan Tymczyszyn
- 1944–1976 – kapł. Andrzej Maria Romuald Gawrysiak
- 1976–1979 – kapł. Ireneusz Maria Stefan Adamiec
- 1979–1986 – kapł. Zdzisław Maria Bogumił Grzelak
- od 1986 – kapł. Przemysław Maria Sławomir Rosiak

## Kościół parafialny
Skromna architektura kościoła łączy w sobie nawiązania do form neogotyckich i neorenesansowych. W skromnym wyposażeniu wnętrza znajduje się m.in. ołtarz i konfesja wykonane przez parafian w czasie budowy kościoła. Kościół jest wpisany do zabytków województwa lubelskiego. Zgodnie z legendą mariawicki kościół parafialny został wybudowany w 1904 na miejscu XVII-wiecznego pałacu Tarłów, który został rozebrany pod koniec XIX wieku. Budowla sakralna położona jest na wysokim wzgórzu rozpościerającym się nad aleją „Solidarności”. W dwukondygnacyjnym budynku kościoła zawarto szeroki program użytkowy. Na górnej kondygnacji znalazł się kościół, zaś w dolnej umieszczono pomieszczenia przeznaczone na szkołę, ochronkę, szwalnię, kuchnię i mieszkania dla kapłana oraz nauczycieli. Kościół rozbudowano od strony północnej w 1924. Szkoła i ochronka istniały przy kościele do 1947. W latach 80. XX wieku w kościele wybuchł pożar, który strawił wyposażenie świątyni, nie udało się do dzisiaj odtworzyć oryginalnego wyposażenia budynku sprzed stu lat.

## Nabożeństwa
- Nabożeństwa niedzielne o godz. 10:00;
- Adoracja miesięczna – 7. dnia każdego miesiąca o godz. 18:00.